# Турна Мала
Турна Мала (Турна-Мала, пол. Turna Mała) — село в Польщі, у гміні Сім'ятичі Сім'ятицького повіту Підляського воєводства. Населення — 44 особи (2011).

## Історія
Вперше згадується у XVII столітті. У 1975—1998 роках село належало до Білостоцького воєводства.

## Демографія
Демографічна структура станом на 31 березня 2011 року:
|          | Загалом | Допрацездатний вік | Працездатний вік | Постпрацездатний вік |
| -------- | ------- | ------------------ | ---------------- | -------------------- |
| Чоловіки | 22      | 1                  | 16               | 5                    |
| Жінки    | 22      | 4                  | 13               | 5                    |
| Разом    | 44      | 5                  | 29               | 10                   |